# 南魚沼市立城内中学校
南魚沼市立城内中学校（みなみうおぬましりつ じょうないちゅうがっこう）は、新潟県南魚沼市にかつて所在していた市立中学校である。南魚沼市立八海中学校に統合され2018年に閉校した。

## 概要
1947年に開校し、2017年に開校70周年を迎えた。2018年3月31日をもって閉校した。全校生徒数169名（1年33名・2年32名・3年38名：2017年度）。

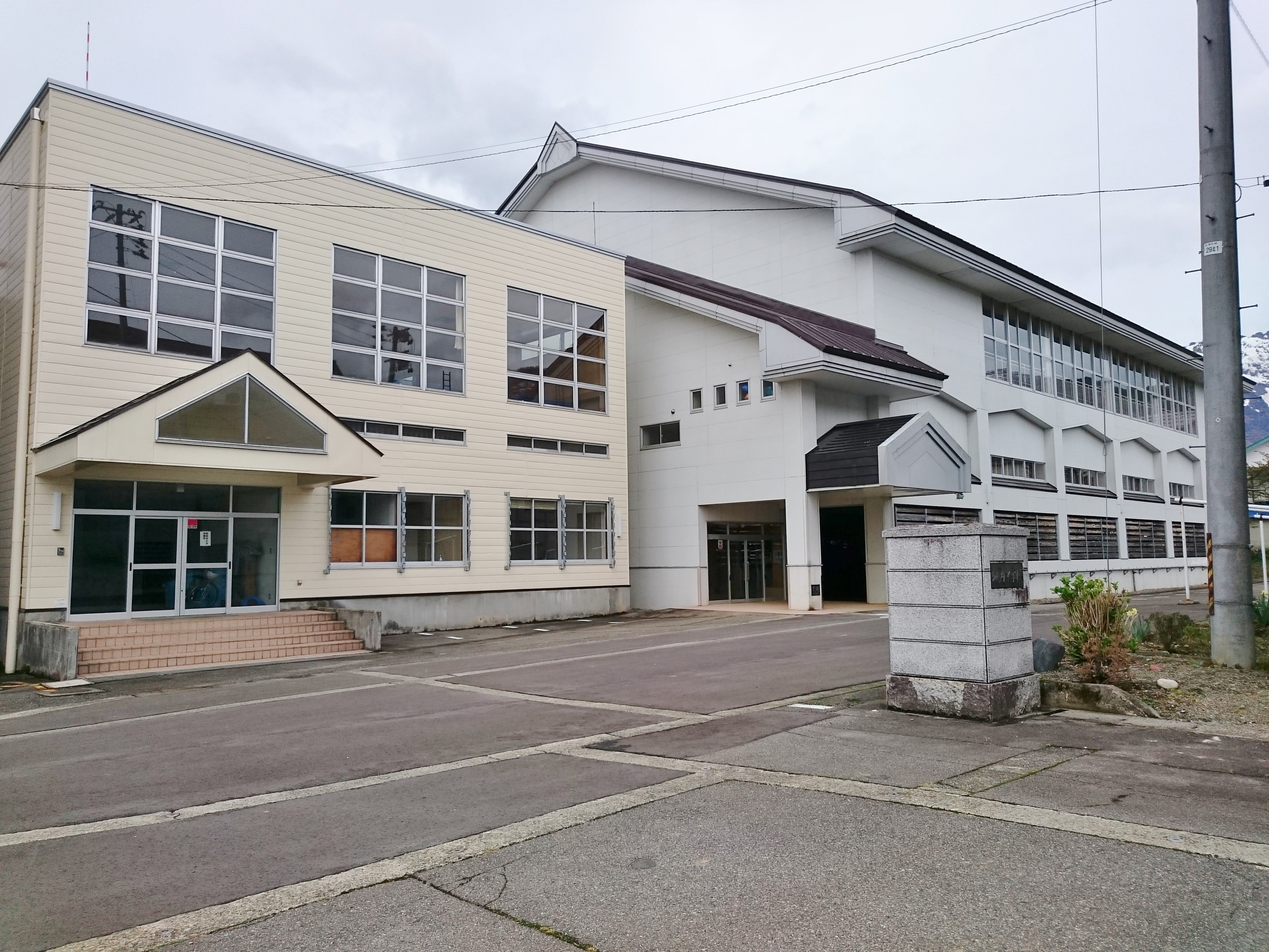
体育館

### 校歌
作詞：高橋 泰孝・作曲：今井 虎夫

## 沿革
- 1947年5月 - 城内村立城内中学校として開校。
- 1956年9月1日 - 六日町への編入合併に伴い六日町立城内中学校と改称。
- 2004年11月1日 - 合併による市制施行に伴い南魚沼市立城内中学校と改称。
- 2018年3月5日 - 本校としては最後となる卒業式、第71回卒業証書授与式が挙行される。
- 2018年3月31日 - この日をもって閉校し、71年の歴史に幕を閉じる。

## 通学区域
#外部リンクの規定別表を参照。

### 進学前小学校
- 南魚沼市立城内小学校

## 著名な出身者
- 井口一郎（現：南魚沼市長）